# Jakob Nielsen
Jakob Nielsen (nacido el 5 de octubre de 1957, en Copenhague, Dinamarca) es una de las personas más respetadas en el ámbito mundial sobre usabilidad en la web. Este ingeniero de interfaces obtuvo su doctorado en diseño de interfaces de usuario y ciencias de la computación en la Universidad Técnica de Dinamarca. Su andadura profesional le ha hecho pasar por empresas como Bellcore, IBM y Sun Microsystems. Actualmente figura como cofundador de Nielsen Norman Group con Donald Norman, otro experto en usabilidad.
Su trayectoria se inició en 1997 cuando escribió dos breves artículos sobre cómo preparar textos. Los títulos de estos artículos fueron ¡Sea breve! (escribir para la web) y Cómo leen los usuarios en la web. Las ideas de los artículos de Nielsen se citan en muchos otros artículos que ofrecen pautas sobre cómo escribir para la web y mejorar su usabilidad.

## Teorías
Nielsen expone que lo habitual es que un usuario no lea con detalle ni siquiera una mínima parte de los textos de una página web. En su lugar, y por economía de tiempo, el usuario se limita a ojear la página. Es decir, el usuario realiza un rápido barrido visual de cada página buscando elementos que llamen su atención. Por tanto es fundamental la utilización de elementos como:
- Palabras resaltadas mediante negrita y cambios de color o de tamaño. En este sentido los hipervínculos actúan como elementos de atracción visual pues se destacan del resto del texto.
- Listas de elementos con viñetas o numeradas.
- Títulos de sección y titulares breves intercalados (también llamados 'ladillos').

Debido a esta economía de lectura, según Nielsen, el contenido de un texto debe organizarse correctamente para ganar la atención del lector. Por ejemplo, las ideas más importantes deben aparecer al principio, y luego la argumentación de la misma. De esta forma, nos aseguramos de que el posible lector recuerde mejor la información. Nielsen recomienda usar menos del 50% del texto usado habitualmente en una publicación escrita. Los usuarios se aburren con los textos largos. Los párrafos deben ser cortos, de dos o tres frases únicamente y muy directos en su estilo.
Por otro lado, asegura que los usuarios aprenden pronto a ignorar los mensajes publicitarios exagerados, incluso cuando intentan aparecer como información objetiva camuflados en el texto.

## Publicaciones
- Hypertext and Hypermedia (1990) (ISBN 0-12-518410-7)
- Usability Engineering (1993) (ISBN 0-12-518406-9)
- Designing Web Usability: The Practice of Simplicity (1999) (ISBN 1-56205-810-X)
- E-Commerce User Experience (2001) (ISBN 0-970-60720-2) (co-autores: Rolf Molich, Carolyn Snyder, Susan Farrell)
- Homepage Usability: 50 Websites Deconstructed (2001) (ISBN 0-7357-1102-X) (coautor: Marie Tahir)
- Prioritizing Web Usability (2006) (ISBN 0-321-35031-6) (coautor: Hoa Loranger)
- Eyetracking Web Usability (2008) (ISBN 0-321-49836-4) (coautor: Kara Pernice)
- Mobile Usability (2012) (ISBN 0-321-88448-5) (coautor: Raluca Budiu)

Nielsen publica además una columna quincenal (Alertbox ISSN 1548-5552), sobre temas de usabilidad actuales.